# Emphania nitida
Emphania nitida är en skalbaggsart som beskrevs av Moser 1911. Emphania nitida ingår i släktet Emphania och familjen Melolonthidae. Inga underarter finns listade i Catalogue of Life.